# Отон I Гръцки
Отон I (на гръцки: Όθων, Βασιλεύς της Ελλάδος; на немски: Otto Friedrich Ludwig von Wittelsbach; * 1 юни 1815, двореца Мирабел, Залцбург; † 26 юли 1867, Бамберг) е баварски принц и първи крал на модерна Гърция, определен за такъв с протокол на Великите сили (Русия, Великобритания и Франция), подписан на конференция в Лондон на 7 май 1832 г., чрез който Гърция е обявена за независимо кралство.

## Произход. Възкачване на престола
Отон е роден на 1 юни 1815 в Залцбург, Австрия, като Отон Фридрих Лудвиг, принц на Бавария. Той е вторият син на баварския крал Лудвиг I от династията Вителсбахи и на принцеса Тереза Сакс-Хилдбургхаузен.
Когато е избран за крал на Гърция, Отон е на 17 години, поради което според Лондонския протокол той трябва да управлява чрез регентство, назначено от баща му. Изрично условие, което силите поставят на баварския крал, в замяна на избирането на Отон, е да въздържа сина си от враждебни действия спрямо Османската империя, както и Отон да се титулува „Крал на Гърция“ вместо „Крал на гърците“, което би означавало претенции към властта над милионите гърци, останали в границите на Османската империя след създаването на независимата гръцка държава.

## Регентство
Отон I пристига в Гърция в началото на февруари 1833 г. заедно с назначеното от баща му регентство и с корпус от 3500 баварски войници и офицери, които съгласно Лондонския протокол Гърция трябва да приеме на своя издръжка. Начело на регентския съвет на малолетния Отон застава граф Йозеф Лудвиг фон Армансберг. Регентството въвежда немския език като официален език на администрацията и попълва всички държавни и военни постове с баварци. Това управление остава в историята на Гърция като „баварократия“ (на гръцки: Βαυαροκρατία, баварско управление).
В началния етап от управлението си Отон I и неговото регентство трябва да се справят с редица трудности. На първо място изключително тежко е положението с хилядите бежанци от Турция, които нямат собствена земя и трябва да бъдат оземлени, за да се прехранват. Гърция е натоварена и с изплащането на огромен заем от 60 млн. франка към Великите сили. Поради това регентството въвежда множество данъци, като облага гърците по-тежко отколкото бившите им турски управници. Същевременно Гърция е обхваната и от остри вътрешнополитическите борби. Освен това Отон, католик по рождение, отказва да приеме православието, което го прави еретик в очите на неговите поданици. Недоволството от баварократията се проявява в опит за преврат, начело с Теодорос Колокотронис, който е заловен и осъден на смърт, но впоследствие присъдата му е заменена с 20-годишен затвор. Избухва и въстание в Пелопонес, което е потушено от властта.
Новото управление постига значителни успехи в областта на законодателството, администрацията и съдебната система – извършено е административното деление на страната (1833), приети са закони, в основата на които заляга римското право, и са учредени множество редовни съдилища. По това време се отварят множество училища и болници, врати отваря и Кралското техническо училище в Атина. Развитие получава и църковният въпрос – Гръцката църква се отделя от Цариградската патриаршия и е учреден петчленен синод, който да се занимава с нейното управление.

## Самостоятелно управление
През 1835 г. Отон I навършва пълнолетие и поема властта самостоятелно, като установява абсолютна кралска власт. Граф Армансберг е назначен за председател на Министерския съвет с чин Канцлер. Учреден е Държавен съвет, попълнен както с баварци, така и с хора на опозицията, а Колокотронис е амнистиран. Кралят премества столицата на страната в Атина.
На 22 ноември 1836 г. Отон I се жени в Олденбург за Амалия Олденбургска. Двамата нямат деца. Отон има връзка с Джейн Дигби (Jane Elizabeth Digby), бивша любовница на баща му.

### Вътрешна политика
През 1837 г. Армансберг е отстранен от властта, а кралят започва да управлява чрез кабинети, в които влизат и гърци. Властта започва да се съсредоточава в хора без особено влияние, докато водачите на различните партии са изпратени на дипломатически мисии в чужбина. През 1838 г. баварският военен контингент напуска страната.
Абсолютното управление на Отон не решава проблемите на страната, която изпитва остра финансова криза, усложнявана от неефективната данъчна система. Обещаните реформи не се приемат или буксуват. Опозицията набира сили и привлича голяма част от военните на своя страна. Прозападните партии се ориентират към конституционна монархия и запазване на династията, а русофилската партия се ориентира към замяната на Отон с православен крал. Режимът губи и международната си подкрепа в лицето на Великите сили.
На 2 срещу 3 септември 1843 г. в Атина избухва въстание, дворецът е обграден от военни части и цивилно население, което издига лозунги за приемане на конституция. Отон отстъпва и след като съставя ново правителство, обявява свикване на Национално събрание, което да приеме конституция. На проведените същия месец избори е избрано Национално събрание от 260 депутати, които приемат конституция на 30 март 1844 г. Новата конституция, по модел на френската конституция от 1830 г., е основана на принципа на разделението на властите. Гърция става конституционна монархия. Законодателната власт в страната принадлежи на краля и на парламента. Последният се състои от две камари, Камара на депутатите и Сенат. Долната камара се състои от 126 депутати, избирани от граждани, навършили 25-годишна възраст и имащи определен имот или упражняващи независима професия. Горната камара се състои от сенатори на най-малко 40-годишна възраст, назначавани от краля пожизнено. Изпълнителната власт принадлежи на краля, която той упражнява чрез правителство, отговорно както пред него, така и пред парламента. Съдебната власт се осъществява от несменяеми съдии, назначени от краля. Гражданите са равни пред законите и имат съответни права и свободи. Кралят е държавен глава, главнокомандващ армията, назначава и сменя държавните служители, помилва осъдени, одобрява или не законите, неговата личност е свещена и неприкосновена. 
След парламентарни избори е съставено правителство начело с А. Метаксас и Йоанис Колетис, водачи съответно на руската и френската партия, докато проанглийската партия на Ал. Маврокордато остава в опозиция. През следващата 1845 г. Колетис сам съставя правителство на профренската партия, всестранно подкрепян от краля. Тъй като новата конституция само формално ограничава властта на Отон, се установява авторитарна диктаторска власт на Отон — Колетис. Монархията в действителност си остава абсолютна. След внезапната смърт на Колетис (1847 г.) кралят често сменя правителствата и упражнява властта почти самостоятелно.

### Външна политика
Във външната си политика Отон е последовател на гръцката Мегали идея. Това обаче е срещу интересите на английската политика, която стои зад Османската империя. Така през 40-те години на XIX век отношенията между Гърция и Англия се влошават прогресивно, което засилва френското и руското влияние в страната. Отношенията между Атина и Лондон се нагнетяват и по въпроса за Йонийските острови, които са владение на Англия. Йонийските бунтове от 1848 – 1849 г. и серията от инциденти с английски граждани и английски търговски кораби в гръцки води изострят отношенията. През 1850 г. Англия предприема морска блокада на Гърция и само застъпничеството на останалите Велики сили за Гърция я спасява от пълен разгром. Твърдото поведение на Гърция пред английските действия обаче издига престижа на Отон.
В избухналата през 1853 г. Кримска война кралят заема страната на Русия, чиято външнополитическа линия за разрушаване на Османската империя съвпада с амбициите на Гърция. Правителството на Отон улеснява преминаването на гръцки чети в Тесалия и Епир и Македония, към които гръцкото правителство има претенции. В района на Арта избухва и въстание. Налага се Турция и западните сили да положат съвместни усилия за усмиряването на Гърция. След открит ултиматум от страна на Цариград, Виена, Париж и Лондон, съчетан с втора блокада на Пирея, Отон се отказва от по-нататъшна намеса в конфликта и обявява неутралитет.
След края на Кримската война авторитетът на Отон I започва прогресивно да намалява. Много политици го обвиняват в нехайно бездействие по време на войната, което е лишило Гърция от евентуални придобивки за сметка на Турция. През 1861 г. един млад студент извършва покушение срещу кралицата, след което е приветстван от общественото мнение като национален герой. През февруари 1862 г. избухва въстание в Навплио, а през октомври същата година и в Артския залив, Патра и Месолонги, към което се присъединяват гражданите на Атина, в това число и атинският гарнизон. Движението завършва с победа, кралят и кралицата са принудени да напуснат страната и да се отправят към Бавария, а в Гърция се съставят регентство и ново правителство.

## Последни години
След прогонването на Отон се провеждат избори за ново Национално събрание, което през март 1864 г. приема нова конституция, изработена по модел на белгийската конституция – държавата е конституционна монархия, народът притежава върховен суверенитет, законодателната власт се осъществява от еднокамарно Национално събрание, избирателни права имат мъжете, навършили 21-годишна възраст и притежаващи определено имущество, изпълнителната власт принадлежи на краля, който я упражнява чрез парламентарно правителство, кралските разпореждания стават валидни само след преподписването им от съответния министър, гражданите се ползват с общопризнатите по онова време права и свободи.
Междувременно се водят преговори за избор на нов крал. Короната последователно се предлага на няколко князе от дребни кралски фамилии в Европа, като същевременно се иска присъединяване на Йонийските острови към Гърция. В крайна сметка на гръцкия престол е избран датския принц Георг, който през октомври 1863 г. пристига в Атина и е коронован под името Георгиос I. Новият крал е английски кандидат и още преди да заеме гръцкия престол, уговаря връщането на Йонийските острови на Гърция.
След като е прогонен от Гърция, Отон се завръща в Германия, където продължава да се титулува Крал на Гърция. По време на въстанието в Крит през 1866 г. той прави дарение за закупуване и изпращане на оръжие за гръцките въстаници на острова, като настоява приносът му да остане в тайна.
Крал Отон I умира на 26 юли 1867 г. в Бамберг на 52-годишна възраст. Погребан е в църквата Театинеркирхе в Мюнхен.